# Nachal Avichajil
Nachal Avichajil (hebrejsky: נחל אביחיל) je vádí v centrálním Izraeli, v pobřežní nížině.
Začíná v nadmořské výšce okolo 10 metrů nad mořem na východním okraji města Netanja, poblíž křižovatky dálnice číslo 2 a dálnice číslo 57, nedaleko bývalé vesnice Neve Itamar (dnes čtvrť Netanje). Směřuje pak rovinatou a zemědělsky využívanou pobřežní nížinou k severoseverovýchodu, přičemž stále v jistém odstupu sleduje východní okraj Netanje a na ni navazující vesnice Avichajil a Giv'at Šapira. Ze západu míjí obce Bejt Jicchak-Ša'ar Chefer, Kfar Jedidja, Hadar Am, Kfar Chajim a Ma'abarot. Severozápadně od posledně jmenované pak zleva ústí do toku Nachal Alexander.